# 海德尔·阿里

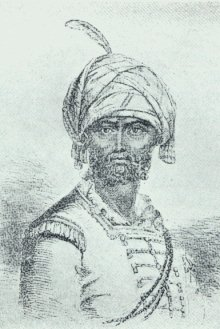
海德尔·阿里

海德尔·阿里（英語：Hyder Ali；1720年—1782年12月7日）是印度南部迈索尔王国苏丹和实际上的领导人，由于战功卓著，1761年成为迈索尔王国首席大臣，实际掌握权力。在两次英迈战争中与法国结盟对抗英国东印度公司。儿子为蒂普苏丹。